# Szarłata (województwo pomorskie)
Szarłata, dodatkowa nazwa w języku kaszubskim Szarlota, (niem. Charlotte) – wieś w Polsce, położona w województwie pomorskim, w powiecie kartuskim, w gminie Przodkowo, na Kaszubach.
W latach 1975–1998 miejscowość administracyjnie należała do województwa gdańskiego.
Krajobraz charakteryzuje się rzeźbą polodowcową – występują tu liczne pagórki morenowe (moreny czołowe), duże różnice względnej wysokości terenu, wytopiska polodowcowe, wrzosowiska i torfowiska.
W odległości 2–4 km znajdują się dwa jeziora: Jezioro Czarne i Jezioro Białe, kąpielisko miasta Kartuzy. Wieś posiada rozproszoną zabudowę.

## Integralne części wsi
| SIMC    | Nazwa       | Rodzaj    |
| ------- | ----------- | --------- |
| 0169779 | Bagniewo    | część wsi |
| 0169785 | Bielawy     | część wsi |
| 0169791 | Brzeziny    | część wsi |
| 0169800 | Czarna Huta | część wsi |
| 0169816 | Gliniewo    | część wsi |
| 0169822 | Masłowo     | część wsi |
| 0169839 | Stanisławy  | część wsi |

## Nazwa miejscowości
Wieś pierwszy raz wzmiankowana w roku 1753 w formie Szarlotendal. Była to spolszczona wersja dolnoniemieckiej wersji Charlottendal, czyli 'Dolina Szarloty'. W pierwszym członie jest żeńskie imię Charlotte, zapożyczone od Francuzów i będące odpowiednikiem polskiego imienia Karolina. W drugim członie jest dolnoniemiecki rzeczownik Dal, odpowiadający ogólnoniemieckiemu Tal, czyli 'dolina'. Ostatecznie w nazwie utrwaliło się tylko imię Charlotte, spolszczone do formy Szarłata. Dostępne źródła nie wskazują konkretnej Karoliny, która dała początek nazwie miejscowości.

## Historia miejscowości
Wieś pierwszy raz wzmiankowana w roku 1753. W 1883 roku istniała w miejscowości szkoła katolicka, w której jeden nauczyciel uczył 101 dzieci. W roku 1885 we wsi było 188 domów i 1.153 mieszkańców.
Na koniec 1892 r. miejscowość, łącznie z przyległościami zamieszkiwało 1.251 osób. Językiem ojczystym dla 1.172 z nich był kaszubski, dla 79 niemiecki.
Od pierwszej połowy listopada 1906 r. do co najmniej 7 maja 1907 r. w miejscowej szkole elementarnej trwał strajk dzieci przeciwko nauczaniu religii w języku niemieckim. Z uczestników strajku znane są nazwiska następujących dzieci: Lewińscy, Szelkowie, Śnikowscy. Strajk był elementem znacznie większej akcji biernego oporu wobec pruskich władz szkolnych.
Oficjalna pruska statystyka z 1910 roku odnotowuje we wsi, na podstawie deklarowanego języka ojczystego: 1.420 Kaszubów i 63 Niemców, łącznie 1.483 osoby.
Miejscową szkołę przebudowano w latach 1981–1983. Obecnie bryła budynku całkowicie odbiega od formy pierwotnej. Na uwagę zasługuje jednak fakt pozostawienia oryginalnych fundamentów i podmurówki, wykonanych z bloków granitu. 